# Zattoo
Zattoo è una Internet Protocol Television peer-to-peer sviluppata da un gruppo di ricercatori e programmatori con sede a Ann Arbor e uffici a Zurigo.
Il servizio è disponibile per computer, dispositivi mobili iOS, Android e per Apple TV e Android Tv. Il player è compatibile con Linux, macOS, Windows. Richiede un minimo di larghezza di banda in downstream di 500 kbps da parte del client.

## Storia
Lo streaming è stato lanciato per la prima volta in occasione dei mondiali 2006 FIFA, con 4 canali svizzeri (i canali di lingua tedesca SF 1 e SF zwei, quello di lingua francese RTS Un e quello di lingua italiana RSI LA1), è disponibile con 94 canali in Svizzera. Il 4 ottobre 2007 ha raggiunto il milione di registrazioni in Europa.
Zattoo è disponibile in Danimarca dal 20 aprile 2007, in Spagna dal 10 giugno 2007 e in Francia dal 16 gennaio 2008. Il 5 agosto 2008, Zattoo chiese agli utenti spagnoli un contributo di 2,40€ via SMS al fine di proseguire con il servizio nei mesi di agosto e settembre. Il servizio è stato disponibile anche in Belgio, ma poi è cessato nel marzo 2009 a causa di difficoltà economiche.
Nel maggio 2009, gli avvocati della Universal e della Warner Bros. hanno promosso un'azione legale contro Zattoo, sostenendo che il sito svizzero, che ritrasmette un certo numero di emittenti televisive in diretta online, ha aggiunto pubblicità a film che vengono visualizzati sulla TV tedesca attraverso il suo servizio online. Nel giugno dello stesso anno, la versione Linux del client Zattoo è stata prima abbandonata senza alcuna ragione ufficiale e poi resa nuovamente disponibile a partire da febbraio 2010.

## Disponibilità
Zattoo è attualmente disponibile in Svizzera, Germania e Austria . Era prevista nel 2007, un'espansione verso altre nazioni europee, in Canada e negli Stati Uniti. Per stabilire la provenienza degli utenti si basa sulla geolocalizzazione degli indirizzi IP. In Italia il servizio non è disponibile, tuttavia in Svizzera è possibile ricevere i canali tv italiani tra cui quelli RAI, Mediaset, LA7, Discovery. A febbraio 2016 il servizio chiude in Francia . A maggio 2018 chiude in Danimarca, Gran Bretagna, Spagna.

## Qualità
Zattoo recupera le immagini televisive dal satellite, la risoluzione di base per i canali è 352×288, in widescreen 480×288, con una larghezza di banda in downstream di 500 kBps. In alta qualità, la risoluzione è pari a 576×528 e una larghezza di banda in downstream di 1,2 MBps. Contrariamente ai canali standard, l'alta qualità possiede un codec video H.264.

## Client Web
Per gli iscritti in Svizzera, Germania e Francia è disponibile un webclient che funziona su tutti i sistemi operativi che supportano Adobe Flash.
Da aprile 2011 è inoltre disponibile un'applicazione client per iPad, presentata dalla rivista tedesca TV Digital